# Краснодарская высшая офицерская школа штурманов ВВС
Краснодарская высшая офицерская школа штурманов ВВС — располагавшаяся в Краснодаре высшая офицерская школа штурманов ВВС.
Исторические названия училища: Краснодарское военно-авиационное училище летнабов и штурманов, с 5 февраля 1941 — Краснодарская военная авиационная школа стрелков-бомбардиров, в марте 1941 переформирована в Краснодарское объединенное военное авиационное училище, прежние курсанты отправлены в  Челябинскую военную авиационную школу стрелков-бомбардиров; в годы Великой Отечественной войны было передислоцировано в Грозный и 28 февраля 1945 переименовано в Грозненское военное авиационное училище летчиков и штурманов.

## История училища
Приказом НКО СССР от 24.08.1940 № 0195 школа была переподчинена от Управления высших военно-учебных заведений РККА начальнику Главного управления ВВС.
В 1940 году в училище насчитывалось 2000 курсантов. Четыре раза в год выпускалось по 500—600 стрелков-бомбардиров и штурманов для частей ВВС.
В период с 18 апреля по 1 июня 1960 года на базе Краснодарской высшей офицерской школы штурманов ВВС и Батайской военной авиационной школы было организовано Краснодарское военное объединенное ордена Дружбы народов летно-техническое училище имени Героя Советского Союза А. К. Серова для подготовки военнослужащих для стран народной демократии с расположением в Краснодаре.

## Управление
- С 1940 года командовал училищем комбриг Степан Красовский.
- В 1943 году выпускало пилотов по курсу подготовки командиров авиационного звена и называлось Краснодарское объединенное военное авиационное училище. Начальником училища был полковник Евгений Пристром[6].
- Командир курсантской эскадрильи капитан Анатолий Топаллер.

## Известные выпускники
- Замятин, Геннадий Николаевич
- Иванов, Михаил Иванович
- Иванов, Николай Дмитриевич
- Козленко, Пётр Алексеевич
- Косса, Михаил Ильич
- Обойщиков, Кронид Александрович
- Рапопорт, Борис Элевич[7]